# 17部队
17部隊（阿拉伯語：القوة 17），全名第17精銳保安部隊，巴勒斯坦自治政府法塔赫運動的突擊隊與特種部隊，後來成為當局政府主席的专属部队，由阿里·哈桑·薩拉梅於1970年代初成立；最初據點位於貝魯特的Al-Fakhani街17號。17部隊為亞西爾·阿拉法特及巴勒斯坦自治政府高級官員之貼身保鑣，負責其居家、外出、工作的安全保護，為國際認可的巴勒斯坦自治政府下轄的合法武裝團體之一，但現今仍在中央情報局和以色列情報及特殊使命局聯合出版的反恐怖手冊中被列為恐怖組織。

## 創立
1970年代，17部隊由阿里·哈桑·薩拉梅成立，旨在使法塔赫的情報業務專業化；17部隊最初還負責亞西爾·阿拉法特的人身安全。薩拉梅被認定策劃了1972年慕尼黑慘案。做為上帝的復仇行動的一部分，他於1979年1月被摩薩德暗殺。

### 解散
1994年，17部隊大部分併入亞西爾·阿拉法特個人安全部隊，即巴勒斯坦當局的“總統安全部隊”。2006年，17部隊被拆分，變成總統衛隊，隸屬巴勒斯坦安全部門。2007年，
公佈一項解散殘餘17部隊並且併入馬哈茂德·阿巴斯總統衛隊的計劃。17部隊於2007年12月併入總統衛隊及國安部隊。

## 行動
- 1979年：17部隊成員被派往烏干達，協助巴解組織在烏干達 - 坦桑尼亞戰爭期間保衛伊迪·阿敏的政權。[9]
- 1985年9月：據稱17部隊成員在賽普勒斯拉納卡襲擊一艘停泊的遊艇，並殺死三名以色列公民。[10]當時巴解組織否認參與行動。[11]
- 1985年12月：17部隊聲稱對綁架並謀殺以色列國防軍士兵摩西·列維（Moshe Levi）負責。他的屍體被發現在Mazor附近燃燒。[12]

### 謠傳行動
- 17部隊被指控於1987年在倫敦暗殺巴勒斯坦漫畫家納吉·阿里。[13]

### 針對17部隊的行動
- 2001年1月28日，以色列國防軍逮捕了6名17部隊成員，他們涉嫌對在拉馬拉地區槍殺至少7名以色列人，其中包括Binyamin Ze'ev Kahane（英语：Binyamin Ze'ev Kahane）和他的妻子Talya Kahane。遇刺者為凱煦領袖拉比梅爾·卡漢的兒子。[14]
- 2001年2月，一架以色列直升機發射一枚導彈，炸死了17部隊著名成員馬蘇德·阿亞德。[15]

## 領導人物
根據多數報導，17部隊於1970年代初由阿里·哈桑·薩拉梅成立。1979年，薩拉梅及其保鏢在貝魯特被以色列情報機構暗殺。
據報導，馬哈茂德·阿瓦德·達姆拉（Mahmoud Awad Damra）負責統領17部隊。2006年，他被以色列法院判處15年有期徒刑，因為他參與策劃針對以色列的數次襲擊，後因吉拉德·沙利特囚犯交換被釋放。

## 其他條目
- 14部隊（英语：Force 14）